# Kale eikendwergluis
De kale eikendwergluis (Phylloxera glabra) is een plantenluis behorend tot de familie Phylloxeridae. 

## Kenmerken
Volwassen dieren hebben een lengte van 0,7 tot 0,85 mm. Abdominale tergieten 2-5 hebben sifonen.

## Levenswijze
In het voorjaar voeden ze zich met eikenbladeren. Hierdoor beginnen de bladeren te krullen. Voeding door latere generaties veroorzaakt necrotische plekken op de bladeren. Ernstige aantastingen kunnen leiden tot een algemene bruinverkleuring van de bladeren en voortijdige bladval, maar de groei wordt alleen aangetast bij jonge bomen.